# Pararhauculus
Pararhauculus is een geslacht van hooiwagens uit de familie Cosmetidae.
De wetenschappelijke naam Pararhauculus is voor het eerst geldig gepubliceerd door Roewer, 1933. 

## Soorten
Pararhauculus is monotypisch en omvat slechts de volgende soort:
- Pararhauculus lineatus